# Bolschaja Pula
Die Bolschaja Pula (russisch Большая Пула, „Große Pula“) ist ein rechter Nebenfluss der Sula im Autonomen Kreis der Nenzen in Nordwestrussland.
Die Bolschaja Pula entspringt an der Ostflanke des nördlichen Timanrückens. Sie fließt zuerst nach Westen, wendet sich dann aber nach Nordosten und verlässt das Bergland. Sie weist im Mittel- und Unterlauf viele enge Mäander auf. Sie erreicht nach 172 km die Sula. Das Einzugsgebiet der Bolschaja Pula umfasst 1560 km².